# Brandon Bollig
Brandon Bollig, né le 31 janvier 1987 à Saint Charles dans l'État du Missouri aux États-Unis, est un joueur professionnel américain de hockey sur glace. Il évolue au poste d'ailier gauche.

## Biographie

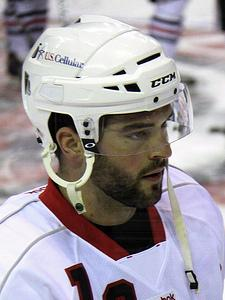
Bollig en 2011.

Brandon Bollig a joué trois saisons en tant que junior avec les Stars de Lincoln de la United States Hockey League. En 2008, il part jouer en tant qu'universitaire avec l'équipe de hockey des Saints de l'Université de St. Lawrence. Après deux saisons avec cette équipe et non repêché dans la Ligue nationale de hockey, il signe en avril 2010 un contrat en tant qu'agent libre avec les Blackhawks de Chicago. Il commence sa carrière professionnelle à la fin de la saison 2009-2010 avec les IceHogs de Rockford, club-école des Blackhawks dans la Ligue américaine de hockey. Il joue ses premiers matchs avec les Blackhawks en 2011-2012 et la saison suivante, il remporte avec eux la Coupe Stanley après avoir défait les Bruins de Boston lors de la finale 2013. En 2013-2014, il joue sa première saison en tant que membre régulier de l'équipe en jouant l'intégralité de la saison.
Le 28 juin 2014, il passe aux mains des Flames de Calgary en retour d'un choix de troisième ronde au repêchage de 2014.

## Statistiques
Pour les significations des abréviations, voir Statistiques du hockey sur glace.
| Saison     | Équipe                 | Ligue      |     | Saison régulière | Saison régulière | Saison régulière | Saison régulière | Saison régulière |   | Séries éliminatoires | Séries éliminatoires | Séries éliminatoires | Séries éliminatoires | Séries éliminatoires |
| Saison     | Équipe                 | Ligue      | PJ  | B                | A                | Pts              | Pun              | PJ               | B | A                    | Pts                  | Pun                  |                      |                      |
| 2005-2006  | Stars de Lincoln       | USHL       | 58  | 8                | 8                | 16               | 175              | 9                | 1 | 2                    | 3                    | 12                   |                      |                      |
| 2006-2007  | Stars de Lincoln       | USHL       | 57  | 14               | 12               | 26               | 207              | 4                | 0 | 2                    | 2                    | 2                    |                      |                      |
| 2007-2008  | Stars de Lincoln       | USHL       | 58  | 15               | 16               | 31               | 211              | 8                | 2 | 4                    | 6                    | 40                   |                      |                      |
| 2008-2009  | Saints de St. Lawrence | NCAA       | 36  | 6                | 7                | 13               | 51               | -                | - | -                    | -                    | -                    |                      |                      |
| 2009-2010  | Saints de St. Lawrence | NCAA       | 42  | 7                | 18               | 25               | 83               | -                | - | -                    | -                    | -                    |                      |                      |
| 2009-2010  | IceHogs de Rockford    | LAH        | 3   | 1                | 1                | 2                | 7                | -                | - | -                    | -                    | -                    |                      |                      |
| 2010-2011  | IceHogs de Rockford    | LAH        | 55  | 4                | 0                | 4                | 115              | -                | - | -                    | -                    | -                    |                      |                      |
| 2011-2012  | IceHogs de Rockford    | LAH        | 53  | 3                | 6                | 9                | 163              | -                | - | -                    | -                    | -                    |                      |                      |
| 2011-2012  | Blackhawks de Chicago  | LNH        | 18  | 0                | 0                | 0                | 58               | 4                | 1 | 0                    | 1                    | 19                   |                      |                      |
| 2012-2013  | IceHogs de Rockford    | LAH        | 35  | 5                | 4                | 9                | 157              | -                | - | -                    | -                    | -                    |                      |                      |
| 2012-2013  | Blackhawks de Chicago  | LNH        | 25  | 0                | 0                | 0                | 51               | 5                | 0 | 0                    | 0                    | 2                    |                      |                      |
| 2013-2014  | Blackhawks de Chicago  | LNH        | 82  | 7                | 7                | 14               | 92               | 15               | 0 | 1                    | 1                    | 16                   |                      |                      |
| 2014-2015  | Flames de Calgary      | LNH        | 62  | 1                | 4                | 5                | 88               | 11               | 2 | 0                    | 2                    | 38                   |                      |                      |
| 2015-2016  | Flames de Calgary      | LNH        | 54  | 2                | 2                | 4                | 103              | -                | - | -                    | -                    | -                    |                      |                      |
| 2016-2017  | Heat de Stockton       | LAH        | 60  | 11               | 11               | 22               | 136              | 5                | 1 | 0                    | 1                    | 2                    |                      |                      |
| 2017-2018  | Barracuda de San José  | LAH        | 45  | 8                | 2                | 10               | 68               | -                | - | -                    | -                    | -                    |                      |                      |
| 2017-2018  | Admirals de Milwaukee  | LAH        | 21  | 3                | 1                | 4                | 30               | -                | - | -                    | -                    | -                    |                      |                      |
| Totaux LNH | Totaux LNH             | Totaux LNH | 241 | 10               | 13               | 23               | 392              | 35               | 3 | 1                    | 4                    | 75                   |                      |                      |

## Récompenses
- 2012-2013 : Coupe Stanley avec les Blackhawks de Chicago.